# Бихеле, Николай Максимилианович
Николай Максимилианович Би́хеле (1830, Свеаборг — 1896, Санкт-Петербург) — инженер-архитектор, почётный вольный общник Императорской академии художеств, действительный член Русского технического общества и Петербургского общества архитекторов, член-учредитель Общества Гражданских Инженеров, действительный статский советник.

## Биография
Старший сын подданного Великого Герцогства Баден штаб-лекаря русского флота Максимилиана Бихеле (нем. Maximilian Biechele) и его жены Каролины Якобины Рихтер (швед. Carolina Jakobina Richter). Родился в Свеаборге 7 (19) августа 1830 года; 13 ноября того же года был крещён в евангелически-лютеранское исповедание исправляющим должность проповедника Тюремного замка Свеаборгского лютеранского церковного прихода Яковом Хелениусом . При крещении получил имя Николай Гаврил Владимир. Восприемниками были надворный советник и кавалер Гаврила Элерс и Вильгельмина Шельтинг, супруга Романа Петровича Шельтинга, военного губернатора и главного командира Свеаборгского порта.
Детство Николая Бихеле прошло в Свеаборгской крепости, в её неприступных гранитных бастионах на скалистых островах в Балтийском море. Несколько десятков лет шведские и русские архитекторы, инженеры и строители возводили Свеаборг, «наш северный Гибралтар, цельные скалы, укреплённые огромными осколками скал, расторгнутых хитростью ума человеческого, и сложенных в стены человеческим искусством и терпением. Это в полном значении, вымысел богов и труд Титанов», как писал Фаддей Булгарин в книге «Летняя прогулка по Финляндии и Швеции, в 1838 году». Вероятно, в детских впечатлениях от этого выдающегося произведения фортификационного искусства следует искать истоки выбора будущей профессии Николая Максимилиановича Бихеле.
В апреле 1841 года его отец, Максимилиан Бихеле, отслужив предусмотренные контрактом 12 лет в русском флоте, по прошению был уволен от службы в Свеаборгском морском госпитале и определён врачом в Красносельский удельный госпиталь и имение. С этого времени Николай Бихеле начал учиться в Санкт-Петербурге. Первоначальное образование получил в родительском доме и в Училище Святой Анны в Петербурге.
2 сентября 1843 года Максимилиан Бихеле по Указу Его Императорского Величества в Присутствии С.-Петербургского Губернского Правления приведен на подданство России к присяге, «причислив к подданству и детей своих сыновей Николая и Юлиуса» .
В том же году Николай Бихеле начал учёбу в Строительном училище. «По отношению Главного управления путей сообщения и публичных зданий директору С.-Петербургского строительного училища от 16 июля 1843 года Николай Бихеле допущен к вступительным экзаменам. Сдал вступительные экзамены по священной истории, арифметике, русскому языку, Французскому языку, немецкому языку, древней истории, географии Европы, рисованию и черчению, получил следующую характеристику: „Телосложения слабого, но ныне здоров. Предохранительную оспу имеет, к гражданской службе способен.“ Принят в Училище 14 августа 1843 года за счет сумм Главного управления путей сообщения и публичных зданий. Находился в Училище по 18 июня 1853 года, изучал следующие предметы: закон божий, русский язык, французский язык, немецкий язык, арифметику, алгебру, геометрию и тригонометрию, аналитическую геометрию, начертательную геометрию, с приложением её к теории теней и перспектив, физику, химию, минералогию и геогнозию, практическую механику, строительное искусство, гражданскую архитектуру, историю архитектуры, техническую отчётность, деловую переписку и отчёты, составление проектов и смет по части путей сообщений, показал отличные успехи при отлично-хорошем поведении. Получил аттестат 20 июля 1853 года за № 1006».
Высочайшим приказом от 18 июня 1853 года был произведён в коллежские секретари и 11 июля назначен в Орловскую губернскую строительную и дорожную комиссию начальником искусственного стола, а 8 февраля 1854 года архитектором для производства работ. Здесь он застал около трёхсот нерешённых дел после пожара 1852 года, уничтожившего почти всю низменную часть города. Кроме этих дел в самом Орле, по существовавшему порядку, города и уезды губернии были тоже распределены между техниками. Из числа 12 городов губернии в ведении Бихеля находились города: Кромы, Дмитровск, Севск и Трубчевск с их уездами; впоследствии к этому району причислили также уезды и города Брянск и Карачев, постройками в которых он тоже заведовал.
К Орловскому периоду относится знаменательное событие в жизни Николая Максимилиановича Бихеле: 24 апреля 1855 года в Лютеранской шведской церкви Св. Екатерины II в Петербурге произошло его бракосочетание с Матильдой Александровной Урель (швед. Mathilde Alexandrine Urel), дочерью коллежского советника Александра Андреевича Урель и его жены Софии. В 1857 году Бихеле был произведён в титулярные советники. 
В эти же годы произошло другое важнейшее событие в жизни семьи Бихеле — причисление рода Бихеле к дворянскому сословию. Эта процедура растянулась на три года, с 1856 по 1859 год, и закончилась слушаниями Правительствующего сената от 25 ноября 1858 года, принявшего решение о сопричислении сына коллежского советника Максимилиана Бихеле Николая к роду Бихеле, о чём 12 февраля 1859 года последовал Указ Правительствующего сената за № 1705. Определениями сената от 4 сентября 1856 года, 23 июля 1857 года и 25 ноября 1858 года, «коллежский советник Максимилиан Бихеле, с женой Матильдой, сыновьями Николаем, Юлием и дочерью Эмилией, утверждён в потомственном дворянском достоинстве, по личным его заслугам, со внесением в третью часть дворянской родословной книги Полтавской губернии». Усилиями Н. М. Бихеле был создан и утверждён герб рода Бихеле. Проект герба выполнен им самим, описание эмблем тоже написано им собственноручно. «Пчёлы — эмблемы трудолюбия. Пояс с орнаментами служит указанием на труд художественный. Рука с циркулем — эмблема математических наук и инженерного искусства. Весь герб изображает трудолюбие по инженерному искусству и архитектуре, что и соответствует званию моему — инженер-архитектор» — писал Николай Бихеле . Предложенный Николаем Максимилиановичем проект герба был утверждён без замечаний, а цветной герб, «изготовленный красками для поднесения к Высочайшему Его Императорского Величества утверждению», помещен на 121 страницу XIII части «Общего гербовника дворянских родов Всероссийской империи». Не обошлось, правда, без мелкого курьеза: в версии художника Гербового отделения Департамента Герольдии Правительствующего Сената Фадеева пчёлы потеряли по две ноги, так что герб рода Бихеле содержит, вероятно, единственное изображение «четвероногих» насекомых в истории.
В 1863 году был определён на службу в Санкт-Петербург, в Главное Инженерное управление, сверхштатным архитектором. С 1865 года произведён за выслугу лет в коллежские асессоры, а с 1867 — в надворные советники. В том же году назначен в распоряжение хозяйственного комитета здания Инженерного замка для постоянного наблюдения за исправностью здания в строительном отношении, составления смет на работы и производство самих работ. В 1871 году произведён в коллежские советники .
С 1872 года непрерывно в течение почти 18 лет он был управляющим делами правления Моршанско-Сызранской железной дороги и техником правления по день выкупа дороги правительством — по 1 июля 1890 года. В этом обществе Николай Максимилианович учредил в 1876 году ссудно-сберегательную кассу служащих и всё время, по 1890 год, был директором этой кассы. В 1876 году произведён в статские советники, а 28 марта 1882 года — в чин действительного статского советника .
В 1890 году причислен к Министерству внутренних дел, по техническо-строительному комитету. С 1891 года назначен секретарем комитета по заведованию делами инвалидного для железнодорожных служащих дома Императора Александра II.
Кроме служебной и строительной деятельности, Николай Максимилианович был членом Русского технического общества , уделял много труда и времени технической литературе: современникам был широко известен его «Технический календарь» — справочная книжка для инженеров, архитекторов, строителей и механиков, которую он составил в 1872 году и которая с этого времени издавалась ежегодно (после 1883 года инженером-архитектором А. А. Мерцем). В 1878 году Николай Максимилианович издал расценочные ведомости на строительные работы.
Умер в Санкт-Петербурге 25 января (6 февраля) 1896 года, менее чем на два года пережив свою жену Матильду Александровну (урожд. Урель). Похоронены они оба на Волковом лютеранском кладбище в Санкт Петербурге. Завещал 1500 руб. серебром на оплату поездки заграницу или внутри страны одного из выпускников Института гражданских инженеров.
Некрологи Н. М. Бихеле были напечатаны в журнале «Строитель», журнале Петербургского общества архитекторов «Зодчий», в Известиях общества гражданских инженеров (Вып. 3. 1896 год).
В некрологе в журнале «Строитель» говорится: «В 8 ч. утра в четверг, 25 января, скончался скоропостижно на 66 году инженер-архитектор, почётный вольный общник Императорской академии художеств Николай Максимилианович Бихеле… В лице покойного сошёл со сцены один из наиболее видных и авторитетных представителей русской строительной техники; в его же лице понесли горестную утрату Императорское общество архитекторов и молодое общество гражданских инженеров; в первом он принимал самое деятельное участие с самых первых лет его существования, второе в значительной степени обязано своей организацией покойному Николаю Максимилиановичу, который с горячей любовью и юношеским увлечением отдался делу учреждения общества. Так протекла честная, полная добра и справедливости, трудовая жизнь нашего старшего товарища. Вечная память его славному, незапятнанному имени!»

## Звания
- За представленный в Императорскую академию художеств проект «Биржи в приморском городе» советом академии в 1856 году признан назначенным в академики
- за проект снабжения петербургской части водой из реки Невы в 1870 году возведен в звание инженер-архитектора
- в 1872 году конференцией академии художеств удостоен звания почетного вольного общника Императорской академии художеств.

## Труды
- Технический календарь: Карманная, запис. и справ. книжка для г. г. инженеров, архитекторов, строителей и механиков / Сост. Н. М. Бихеле, инж.-архит., д. чл. Рус. техн. общества и С.-Петерб. общества архитекторов. — Санкт-Петербург: К. Риккер, 1872—1916. Типография Императорской Академии Наук.
- Н. М. Бихеле. Сооружение памятника Императрице Екатерине II // Зодчий. — СПб., 1874. — № 7. — С. 83—90.

## Награды
- тёмнобронзовая медаль «В память войны 1853—1856 гг.» на Владимирской ленте (1857 год, 18 января)
- Орден Святого Станислава 3-й ст. (1864 год, 19 апреля)
- Орден Святой Анны 3-й ст. (1866 год, 27 марта)
- Орден Святого Станислава 2-й ст. с Императорской короной (1870 год, 25 апреля)
- Орден Святой Анны 2-й ст. с Императорской короной (1872 год, 16 апреля)
- Орден Святого Владимира 4-й ст. (1876 год)

## Адреса в Санкт-Петербурге
- 1868 год — дом Олонкиной — Знаменская улица, 38, квартира 6 (из «Списка гг. членов Русского Технического общества». СПб., 1868. 50 стр., стр. 10);
- 1872—1883 года — Литейная часть, 4-й участок, Захарьевская улица, 27 (РГИА Ф. 1343, Оп. 17, Д. 3752, Л. 45, 45 об.);
- 1895 год — Фурштатская улица, 31 (из справочника «Весь Петербург, 1895 год» стр. 20).

## Постройки

### В Орловской губернии
За время работы в Орловской губернии (1853—1862) им построено множество зданий и сооружений.
- В городах Дмитровске и Трубчевске тюремные замки на 40 арестантов (по готовому проекту).
- В городе Севске 2-этажный каменный дом для городской думы и сиротского суда (по готовому проекту).
- Колокольня при церкви девичьего монастыря в городе Дмитровске.
- Православная церковь на 600 человек (по проекту архитектора Моргана).
- Перестройка частного дома под больницу для военного ведомства.
- Два моста подкосной системы, длиной по 20 саженей, через реки Севь и Усож, в Севском уезде, по большому киевскому тракту.
- Той же систему мост, длиной в 15 саженей, через реку Неруссу, в Дмитровском уезде, по тракту на город Брянск.
- Раскосной системы мост, отверстием в 10 саженей через реку Севь близ Юрасова хутора.
- Такой же мост по тракту от города Севска на город Дмитриев на реке Свапе (Курской губернии).
- В городе Севске на реке Марице (приток реки Севи) устроил плотину длиной 14 саженей для поднятия уровня реки в обеспечение значительной части города водой.
- В городах Брянске и Трубчевске — устройство и переустройство разных зданий, городской думы и ратуши.

Кроме этих работ, выполненных по долгу службы, в это же время им сделаны следующие частные работы.
- Близ города Севска паровой маслобойный завод г-на Майера; там же устанавливал паровую машину, приводы и гидравлические прессы маслобойни.
- В Дмитровском уезде, в имении Балдыж г-на Красовского, участвовал в постройке свеклосахарного завода.
- В селе Кричане, в имении г-на Афросимова, надзирал за постройкой каменной церкви (по проекту архитектора Ефимова).
- В селе Осмон г-на Ежелинского, построил оранжерею, скотный двор и разные строения для молочного хозяйства.
- В городе Орле два частных каменных дома, один — одноэтажный, другой — двухэтажный, с флигелями и службами.

### В Санкт-Петербурге
- В 1864 году руководил постройкой особняка Н. И. Радченко-Дьяконовой по Кронверкскому проспекту, 63 в Петербурге.
- В 1867—1868 годах состоял членом комитета по постройке нового здания для училища Св. Анны в Петербурге.
- С 1869 по 1874 год — помощником строителя памятника Императрице Екатерине II профессора Д. И. Грима. В журнале «Зодчий» им помещен исторический очерк и описание работ по устройству этого памятника.
- В 1877 году проводил ряд работ по строительству Здания офицерских казарм Собственного Его Величества Конвоя по адресу: наб. Робеспьера, 28 (по другим источникам — был автором проекта этого здания).

В описании вокзала города Пензы, который был открыт 19 августа 1873 года, обнаружилась запись: «Историки считают, что автором проекта пензенского вокзала является знаменитый российский архитектор Николай Бихеле, один из создателей памятника Екатерине II в Петербурге». Поэтому, наверное, приводимый список работ Николая Максимилиановича может оказаться далеко не полным.